# 日本政治思想史研究
『日本政治思想史研究』（にほんせいじしそうしけんきゅう）は、丸山眞男の初期著作にして代表作の一つ。1940年から1944年に発表した論文3篇の書籍化として、1952年初版、1983年新装版が東京大学出版会から出版された。1953年毎日出版文化賞受賞。複数言語に翻訳もされている。日本政治思想史分野の記念碑的著作であり、21世紀現在でも影響力を持っている。

## 内容

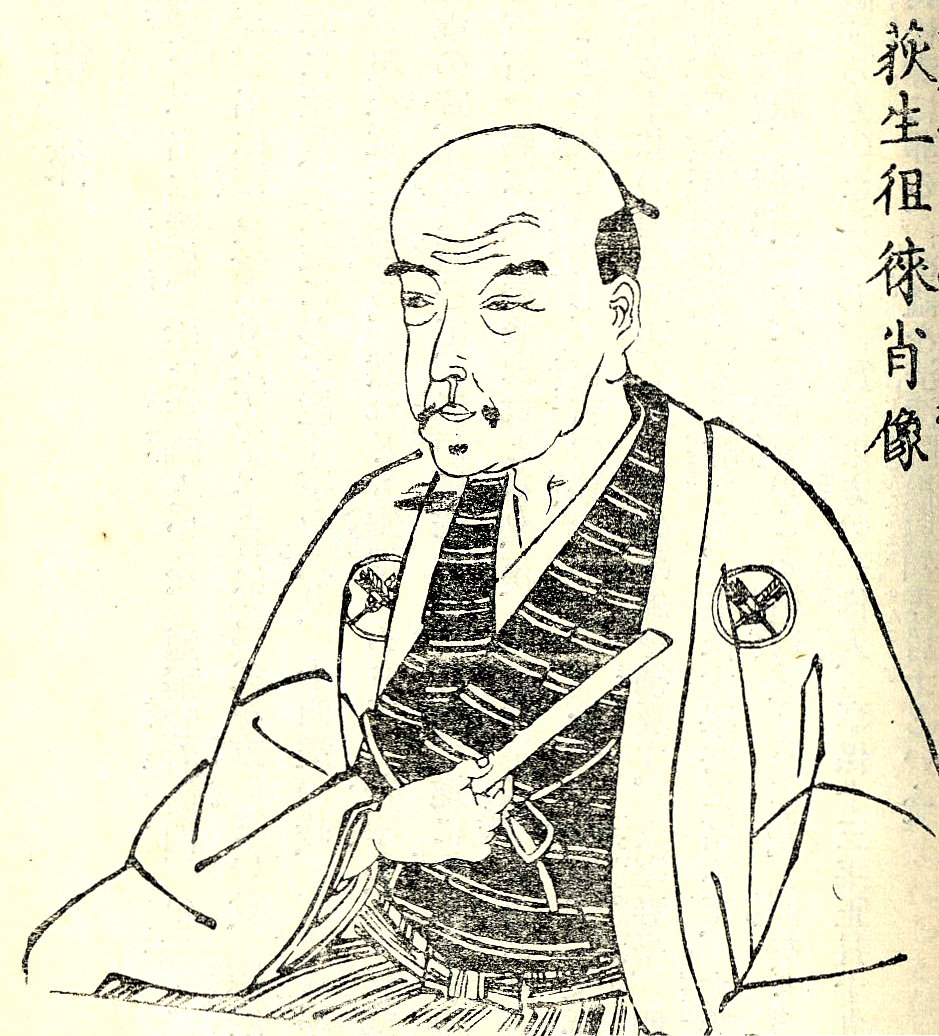
荻生徂徠

近世日本において、徳川政権の体制イデオロギー（官学）となった朱子学的思惟が徐々に解体されていく過程に、日本の思想面での近代化を見出す。解体の担い手として、伊藤仁斎、荻生徂徠、本居宣長、安藤昌益、福澤諭吉らを取り上げ、とくに荻生徂徠を最重要視する。
以上を論じるにあたり、西洋哲学由来の「自然」と「作為」の対立をはじめ、「存在」（ザイン）と「当為」（ゾルレン）の対立、自然法論、ヘーゲル、ボルケナウ、マンハイム、テンニース、シュミット、マルクス主義歴史学などを援用する。

## 刊行背景
1937年、東京帝国大学法学部を卒業した丸山は、南原繁の学士助手となる。当時の丸山は左翼学生であり、日本の伝統思想に興味がなく、西洋政治思想史を志していた。しかし、新設予定の「東洋政治思想史」講座（1939年文部省が国体学のため新設するが、南原によって客観的研究のため運営される）に所属させることを南原が企図したため、丸山は不服ながら日本政治思想史を研究することになる。
1940年、助教授になるための「助手論文」として「近世儒教の発展に於ける徂徠学の特質並にその国学との関連」を発表。同論文は『国家学会雑誌』に掲載された。助教授になると、同講座で講義しつつ「近世日本政治思想における「自然」と「作為」」、「国民主義理論の形成」（書籍では「国民主義の「前期的」形成」に改題）などの論文を同誌に発表する。「国民主義理論の形成」は、1944年、召集令状により出征する日の朝に、新宿駅で同僚の辻清明に原稿を手渡したとされる。その後、過酷な従軍生活、広島での被爆、終戦、復員、教授就任を経て、1952年にこれら3篇を書籍にまとめ、東京大学出版会から刊行した。
本書の内容は、戦中の時局を暗に反映している。例えば、本居宣長は戦中体制側に礼賛されていたが、丸山はその中であえて宣長の反体制（反幕府）的側面を強調した。
1974年には英訳が刊行された。1983年の新装版には、英訳への序文の日本語版が収録されている。
晩年の丸山は、自身の業績のうち『現代政治の思想と行動』などの現代政治学を「夜店」と称し、本書などの思想史学を「本店」と称していた。

## 受容・批判
本書は、刊行当時は若手研究者による先鋭的な著作だったが、有名になるにつれ、分野の教科書的・権威的な著作として読まれるようになった。（似た例として、中国思想史学の島田虔次の李贄研究や、日本中世史学の黒田俊雄の権門体制・顕密体制論がある。）
本書は様々な観点から批判されている。なかでも、尾藤正英『日本封建思想史研究』（1961年）や、渡辺浩『近世日本社会と宋学』（1985年、新装版2010年）は、朱子学が官学化した時期は、丸山の言うような近世初期の林羅山以降ではなく、近世後期の寛政異学の禁以降である、という旨の批判をした。このことは、津田左右吉が『文学に現はれたる我が国民思想の研究 武士文学の時代』（1917年）で丸山より前に既に論じていた。丸山自身も1974年の英訳への序文で、官学化の時期について訂正している。

## 書誌情報
- 『日本政治思想史研究』
  - 初版: 『日本政治思想史研究』東京大学出版会、1952年。NDLJP:2981116
  - 新装版:『日本政治思想史研究』東京大学出版会、1983年。NDLJP:11925054、ISBN 9784130300056
  - 翻訳
    - 英訳: Studies in the Intellectual History of Tokugawa Japan, trans. by Mikiso Hane, University of Tokyo Press, 1974. ISBN 9784130270083
    - 繁体中国語訳: 《日本政治思想史研究》徐白; 包滄瀾訳, 台湾商務印書館, 1980年
    - 簡体中国語訳: 《日本政治思想史研究》王中江（中国語版）訳, 三聯書店（中国語版）, 2000年. ISBN 9787108013286
    - その他、フランス語訳、韓国語訳がある[3]。
- 『丸山眞男集』第1-2巻、岩波書店、初版1996年、度々復刊。

### 関連文献
- 橘川俊忠『丸山眞男「日本政治思想史研究」を読む』日本評論社、2016年。ISBN 9784535586635。